# Душан Ђерић (правник)
Душан Ђерић (19. септембар 1882. — август 1941. Јадовно) српски је правник, сенатор и друштвени радник.

## Биографија
Основну школу завршио је у Грачаници, гимназију у Тузли, а Правни факултет у Загребу. Радио је као судски приправник 1911-1913, а потом и као судија 1913-1919. у Тузли, гдје је 1921. отворио адвокатску канцеларију. Као омладинац почео се бавити националним радом и политиком. За вријеме студија сарађивао је са загребачким друштвом "Балкан", сарајевском "Слогом", те српским соколима из Тузле, којима је приступио 1907. године. У Тузли је, након стварања Краљевине СХС, био предсједник Српске читаонице,
Српског клуба и "Народне одбране"; радио је на обнови дјелатности "Просвјете" (1919), те био члан и предсједник њеног мјесног и обласног одбора. Био је први власник и одговорни уредник листа "Народног листа" органа Окружног одбора Народне радикалне странке. У Тузли је био ангажован на подизању Соколског дома (1932), Заједнице дома и школе, а иницирао је и подизање споменика краљу Александру (1935).
Од 1919. био је члан Народне радикалне странке, потом секретар и предсједник мјесног, касније обласног одбора, а 1927. изабран је за посланика у обласној скупштини у Сарајеву. Приступио је Југословенској радикалној заједници, по њеном оснивању. Августа 1936. постављен је за сенатора. Након успостављања Независне Државе Хрватске, ухапшен је, одведен у логор Даница, а потом у логор Јадовно. Неколицина угледних тузланских муслимана и Хрвата испословала је његово пуштање, али је он то одбио уколико се не пусте и његови суграђани. Усташе то нису одобриле, те је убијен августа 1941.